# Mathias Hebler
Mathias Hebler (? – Nagyszeben, 1571. szeptember 18.) erdélyi ágostai evangélikus szuperintendens.

## Élete
1546-tól a wittenbergi egyetemen tanult, ahol magiszteri címet nyert; hazatérve, előbb lőcsei lelkész, 1551-ben segédtanító, 1552-ben rektor volt Nagyszebenben. 1554-ben ugyanott prédikátor és 1555-ben városi lelkész. 1556. június 29-én a szinodus szuperintendensnek választotta; ebben az állásában Izabella királyné is megerősítette. Ekkor történt az ágostai evangélikus egyház különválása, miután a szász superintendentia mellett egy magyar is alakult, amelynek feje Dávid Ferenc kolozsvári lelkész volt. Az ő ellenében, aki csakhamar az ev. ref. (evangélium szerint reformált) tanokat vallotta, Hebler az ágostai evangélikus vallás mellett küzdött szóval és írásban; különösen az ő érdeme, hogy a szászok vallásukhoz híven ragaszkodtak. 
A gyulafehérvári tíznapos vitatkozáskor, mely 1568-ban a két vallásfelekezet közt folyt, ő volt az ítélő bíró. Az 1561. évi medgyesi zsinatnak az úrvacsoráról szóló hitvallását ő szerkesztette. A szellemi összeköttetést Németországgal (a tanulók számára) a német egyetemeken alapított segélyösszegekkel tartotta fenn.
Síremléke – amelynek Mellembriger Jakab és Kerzius Pál által készített latin verses epitáfiumát Trausch közli – a nagyszebeni székesegyházban van.

## Művei
- Brevis Confessio de Sacra Coena Domini Ecclesiarvm Saxonicarvm & coniunctarum in Transylvania: Anno 1561. Vna cvm ivdicio qvatvor Academiarum Germaniae super eadem controuersia. Psal. CXIX. Seruus tuus sum ego: da mihi intellectum, ut sciam testimonia tua. Coronae, 1563 (Névtelenül, ennek megcáfolásául írta Melius Péter: Refutatio confessionis de Coena Domini, Matthiae Hebler… Debreczen, 1564. c. munkáját.)
- EIleboron ad repurganda Phanaticorum quorundam Sprituum Capita, qui primum in Transylvania Calvinismi semina spargere ceperunt, authore Martino Calmanchaei, sub patrocinio Petrovitz, Locumtenente Reginae Isabellae, An. 1556. Recens editum a Pastoribus Saxonicis in Transylvania, 1560. Rom. 16. Obsecro autem, vos fratres – corda simplicium (E művét azonban Trausch csak kézirat után ismerte.)